# John Ducey
John Ducey, né le 21 janvier 1969 à Endwell, dans l'État de New York, est un acteur américain.

## Biographie
John Ducey est apparu dans plus d'une vingtaine de séries, telles que Jonas L. A. où il incarnait le père des trois adolescents principaux, dans Desperate Housewives ainsi que dans Malcolm où il faisait une brève apparition en tant qu'huissier de justice.

## Vie privée
Depuis 2008, il est marié à l'actrice Christina Moore (qui a surtout interprété des rôles à la télévision comme son époux).

## Filmographie
1994: Perry Mason: The case of the grimacing governor. 